# Bolivar (Tennessee)
Bolivar è una città degli Stati Uniti d'America, situata nello Stato del Tennessee, nella contea di Hardeman, della quale è il capoluogo.
Il nome della città è un riferimento al rivoluzionario sudamericano Simón Bolívar.